# リチャード・ノリス・ウィリアムズ
リチャード・ノリス・ウィリアムズ（Richard Norris Williams II, 1891年1月29日 - 1968年6月2日）は、アメリカの男子テニス選手。「ディック・ウィリアムズ」（Dick Williams）とも呼ばれる。スイス・ジュネーヴ生まれ。ハーバード大学卒業。1912年4月のタイタニック号沈没事故を生き延びた後、1910年代から1920年代にかけて、アメリカを代表するテニス選手の1人として活動した。彼は全米選手権で男子シングルス2勝・男子ダブルス2勝・混合ダブルス1勝を挙げ、ウィンブルドン選手権でも1920年に男子ダブルス優勝者となり、オリンピックにおいても1924年のパリ五輪で混合ダブルスの金メダルを獲得した。
注：ビーナスとセリーナのウィリアムズ姉妹の父親であるリチャード・ウィリアムズと区別するため、本記事名はフルネームの「リチャード・ノリス・ウィリアムズ」で記述する。

## 来歴
ウィリアムズのテニスは、非常にテンポの速い攻撃型のプレースタイルで、大半のボールをライジング（相手ボールの上がり端を打つこと）で返球し、大胆な鋭い強打のショットを決め球に駆使した。試合によってはミスの連発につながり、格下の相手に負けることもしばしばあったという。好調時と不調時の差が激しい人であったが、つぼにはまった時のスピードとパワーは手がつけられない強さを誇った。彼はスイスでテニスを覚えたことから、ラケットをコンチネンタル・グリップで握り、グラウンド・ストロークはバックスピン（逆回転のボール）で打っていた。
ウィリアムズは1891年1月29日、スイス・ジュネーヴでアメリカ人の両親の間に生まれた。彼は21歳の時、1912年にタイタニック号に乗ってアメリカへ向かった。4月14日に船が沈没した時、彼の父親であるデュアン・ウィリアムズは船内に残り、海難事故の犠牲者となった（ノリスの手記によると折れた煙突の下敷になったという）。リチャードは船の甲板から海に飛び込み、必死に救命ボートまで泳いで命を取り留めた。彼の足はすっかり凍りついたが、船医から勧められた足の切断手術を断り、九死に一生を得てアメリカに到着した。その半年後、ウィリアムズは1912年全米選手権でテニス経歴を開始する。初出場時は男子シングルス4回戦でモーリス・マクローリンに敗れたが、混合ダブルスでメアリー・ブラウンと組んで優勝した。ウィリアムズの初期の経歴では、このマクローリンが最大のライバルになる。1913年から、ウィリアムズは男子テニス国別対抗戦・デビスカップのアメリカ代表選手に選ばれ、初めてのイギリス遠征に旅立った。初出場のウィンブルドンは男子シングルス4回戦で敗れたが、ウィンブルドンの試合会場で行われたデビスカップで、アメリカは決勝でイギリスを「3勝2敗」で破って優勝を決めた。ウィリアムズはシングルス第2試合でチャールズ・ディクソン（1873年 - 1939年）を破ったが、アメリカ・チームが優勝を決めた後の最終第5試合でジェームズ・パーク（1881年 - 1946年）に逆転負けした。
1913年と1914年の2年連続で、リチャード・ウィリアムズとモーリス・マクローリンが全米選手権の男子シングルス決勝を戦った。1913年はマクローリンが勝ったが、ウィリアムズは1914年の決勝でマクローリンを 6-3, 8-6, 10-8 のストレートで圧倒し、3度目の出場で男子シングルス初優勝を決めた。マクローリンは“つむじ風のような”スピード感あふれるプレースタイルから、当時の男子テニス界で「カリフォルニアの彗星」（California Comet）と呼ばれた人である。そのマクローリンを上回ったウィリアムズのテニスは、凄まじい爆発力で一気に3セットを驀進し、当時の選手権会場「ニューポート・カジノ」に新設されたセンター・コートの観衆を熱狂させた。しかし、この年のデビスカップ決勝でアメリカはオーストラリアに「2勝3敗」で敗れ、ウィリアムズはシングルス戦2試合でアンソニー・ワイルディングとノーマン・ブルックスの両選手に敗れてしまった。
第1次世界大戦が1914年夏に勃発した後、デビスカップやウィンブルドン選手権は開催中止となったが、全米選手権だけは途切れることなく開催が続行された。ウィリアムズは第1次世界大戦中の全米選手権で、1916年に2年ぶり2度目の男子シングルス優勝を果たす。2度目の優勝の時は、前年の準決勝で敗れたビル・ジョンストンに 4-6, 6-4, 0-6, 6-2, 6-4 のフルセットで競り勝った。第1次世界大戦中、ウィリアムズはアメリカ陸軍の仕事でフランスに出征し、フランス政府の「戦功章」（フランス語：Croix de Guerre）を受章している。世界大戦が1918年に終結した後、ウィリアムズはテニス界に復帰し、それから1935年まで長い経歴を築くことができた。
終戦後のリチャード・ウィリアムズが成し遂げた最初の業績は、1920年のウィンブルドン選手権男子ダブルス優勝である。ウィリアムズは同じアメリカのチャールズ・ガーランドと組み、決勝で地元イギリスペアのアルガーノン・キングスコート&ジェームズ・パーク組を 4-6, 6-4, 7-5, 6-2 で破って優勝した。こうしてウィリアムズとガーランドは、アメリカ人選手として最初のウィンブルドン男子ダブルス優勝者になった。4年後の1924年、ウィリアムズはパリ五輪に出場し、ヘイゼル・ホッチキス・ワイトマンと組んで混合ダブルスの金メダルを獲得した。ウィリアムズの話によれば、彼はこの時足首を捻挫していたため、試合出場前の棄権を考えていたが、ワイトマンに「あなたはネットのそばに立っていればいいのよ。私が走ってボールを拾うから」と言われたという。当時ウィリアムズは33歳、ワイトマンは37歳という高齢ペアによる金メダルだった。このパリ五輪の後、テニス界に「プロ選手」が登場したことにより、1928年アムステルダム五輪でテニスはオリンピック競技から除外される。60年後の1988年ソウル五輪でテニス競技が復活した時、混合ダブルスは復活しなかった。2012年ロンドン五輪で88年ぶりに復活した。
それから、ウィリアムズは1925年と1926年の全米選手権男子ダブルスでビンセント・リチャーズと組んで2連覇を達成した。タイタニック号の海難事故を生き延びて、1912年全米選手権の混合ダブルスでメアリー・ブラウンと組んで優勝した時から、すでに14年の歳月が流れていた。第1次世界大戦後のデビスカップでは、アメリカ・チームの選手層が厚くなったことから、ウィリアムズはダブルス戦のみに起用されたが、1921年のデ杯決勝戦で日本チームと対戦したこともある。日本は1921年にデビスカップ初参加を果たし、いきなり決勝戦まで進出したが、アメリカ・チームには5戦全敗で終わった。第3試合のダブルス戦では、ウィリアムズとワトソン・ウォッシュバーンのペアが、熊谷一弥と清水善造の組を 6-2, 7-5, 4-6, 7-5 で退けた。こうして、ウィリアムズも日本テニス史の黎明期に関わりを持った選手のひとりになった。
ウィリアムズは1935年までテニス経歴を続行し、その間にシングルス42勝・男子ダブルス51勝・混合ダブルス13勝を獲得した。1954年に国際テニス殿堂が設立され、彼は1957年に第3回の殿堂入り選手に選ばれた。殿堂入りから11年後の1968年6月2日、リチャード・ノリス・ウィリアムズはペンシルベニア州ブリンモアにて77歳で亡くなった。

## 主な成績
- 全米選手権 男子シングルス：2勝（1914年・1916年）/男子ダブルス：2勝（1925年、1926年）/混合ダブルス：1勝（1912年）
- ウィンブルドン選手権 男子ダブルス：1勝（1920年） ［パートナー：チャールズ・ガーランド］
- オリンピック 1924年パリ五輪・混合ダブルス金メダル ［パートナー：ヘイゼル・ホッチキス・ワイトマン］